# Centralprovinsen, Kenya
Central är en av Kenyas åtta provinser. År 2008 hade provinsen en beräknad folkmängd av 3 919 100 invånare, och ytan uppgår till 13 191 km². Huvudort är Nyeri.
Historiskt har nuvarande Central varit hemland åt kikuyu, embu och meru-folken. Under kolonisationen reserverades större delen av provinsen för endast vita bosättare.
Nationalparkerna Aberdare nationalpark och Mount Kenya nationalpark och skogsreservat ligger i provinsen.

## Administrativ indelning
Provinsen är indelad i sju distrikt:
- Kiambu
- Kirinyaga
- Maragua
- Muranga
- Nyandarua
- Nyeri
- Thika